# Wardomycopsis inopinata
Wardomycopsis inopinata är en svampart som beskrevs av Udagawa & Furuya 1978. Wardomycopsis inopinata ingår i släktet Wardomycopsis och familjen Microascaceae.   Inga underarter finns listade i Catalogue of Life.